# USS Excelsior NCC-2000
De USS Excelsior NCC-2000 is een fictief ruimteschip uit het Star Trek universum. Ze was te zien in de speelfilms Star Trek III: The Search for Spock, Star Trek IV: The Voyage Home en Star Trek VI: The Undiscovered Country.
De USS Excelsior NX-2000, later NCC-2000, was het prototype van de zeer succesvolle Excelsior-klasse, die vele tientallen jaren de Starfleetvloot domineerde. Ook de USS Enterprise NCC-1701B was een Excelsior-klasse ruimteschip.
Als USS Excelsior NX-2000 werd het schip rond 2280 ontwikkeld als eerste Starfleet ruimteschip met transwarpaandrijving. Deze nieuwe aandrijving beloofde veel hogere snelheden dan de standaard Warptechniek, maar bleek uiteindelijk niet levensvatbaar.
Montgomery Scott was korte tijd hoofd van de technische staf van de Excelsior. In 2293 stond de Excelsior onder bevel van kapitein Hikaru Sulu. De Vulcan Tuvok diende toen als ensign op het schip.